# Гаді Кінда
Гаді Кінда (івр. גדי קינדה; 1 січня 1994, Аддис-Абеба — 20 травня 2025) — ізраїльський футболіст, півзахисник клубу «Маккабі» (Хайфа) і національної збірної Ізраїлю.

## Клубна кар'єра
У дорослому футболі дебютував 2011 року виступами за команду «Ашдод», в якій провів сім сезонів, взявши участь у 160 матчах чемпіонату.  Більшість часу, проведеного у складі «Ашдода», був основним гравцем команди.
Протягом 2018—2020 років захищав кольори клубу «Бейтар» (Єрусалим).
Своєю грою за останню команду привернув увагу представників тренерського штабу американського «Спортінга» (Канзас-Сіті), до складу якого приєднався 2020 року. Відіграв за команду з Канзас-Сіті наступні три сезони своєї ігрової кар'єри. Граючи у складі канзаського «Спортінга» також здебільшого виходив на поле в основному складі команди.
До складу клубу «Маккабі» (Хайфа) приєднався на початку 2024 року.

## Виступи за збірні
2011 року дебютував у складі юнацької збірної Ізраїлю (U-18), загалом на юнацькому рівні взяв участь у 13 іграх, відзначившись 2 забитими голами.
Протягом 2013–2016 років залучався до складу молодіжної збірної Ізраїлю. На молодіжному рівні зіграв у 15 офіційних матчах, забив 1 гол.
2021 року дебютував в офіційних матчах у складі національної збірної Ізраїлю.

## Досягнення
- Володар Кубка Тото: 2019

## Смерть
У травні 2025 року «Маккабі» Хайфа оголосив, що Кінда страждає від складної медичної проблеми. 20 травня він помер від ускладнень, що виникли внаслідок цього.